# ФК Сейнт Патрикс Атлетик
ФК Сейнт Патрикс Атлетик (Ирл. Cumann Peile Lúthchleas Phádraig Naofa) или просто Сейнт Патрикс Атлетик е ирландски футболен отбор от град Дъблин. Основан през 1929 г. тимът е базиран в предградието на Дъблин Инчикор. Сейнт Патрикс Атлетик е 7-кратен шампион на Ирландия и 2-кратен носител на купата на страната. Тимът играе домакинските си мачове на стадион Ричмънд Парк. Клубните цветове са червено и бяло, а са извести и с прозвищата Светците и Супер Светците.

## Фенове
Феновете на Сейнт Патрикс Атлетик са си спечелили славата на най-шумната и темпераментна публика в Ирландия. През цялата история на клуба, всеки период на сътресения е винаги изпълнен с протести от страна на лоялните фенове. През 2001 година се заформя нова ултрас групировка – Недосегаемите Шед Енд. В рамките на четири години групировката на тифозите се разраства и започват да правят хореографии както и да пеят много песни. Превръщат Ричмънд Парк в трудно превземаема крепост.

## Успехи
Ирландска висша лига
- Шампион (8): 1951 – 52, 1954 – 55, 1955 – 56, 1989 – 90, 1995 – 96, 1997 – 98, 1998 – 99, 2013
- Второ място (5): 1960 – 1961, 1987 – 1988, 2007, 2008, 2021
- Трето място (4): 1990 – 1991, 2001 – 2002, 2012, 2014

Купа на Ирландия
- Носител (5): 1959, 1961, 2014, 2021, 2023
- Финалист (10): 1953 – 1954, 1966 – 1967, 1967 – 1968, 1971 – 1972, 1973 – 1974, 1979 – 1980, 1996, 2003, 2006, 2012

Купа на Ирландската футболна лига
- Носител (4): 2000 – 01, 2003, 2015, 2016
- Финалист (3): 1979 – 1980, 1992 – 1993

Суперкупа на Ирландия
- Финалист (1): 2015

Купа на президента
- Носител (1): 2014
- Финалист (1): 2024

Трофей на Ирландската лига
- Носител (1): 1959 – 60

Купа на Дъблин
- Носител (3): 1953 – 54, 1955 – 56, 1975 – 76

Купа Сетанта
- Финалист (1): 2009 – 2010